# علامة تسلسل الببتيد
علامة تسلسل الببتيد هي جزء من المعلومات المتعلقة بالببتيد والتي يتم الحصول عليها باستخدام مطياف الكتلة الترادفية والتي تستخدم لتحديد هذا الببتيد في قاعدة بيانات البروتين. 

## قياس الطيف الكتلي
بشكل عام، يمكن تحديد الببتيدات عن طريق تجزئتها في مطياف الكتلة. على سبيل المثال، خلال تحفيز التصادم تتفكك الببتيدات المتصادمة مع الغاز داخل مطياف الكتلة وتنكسر إلى قطع في الروابط الببتيدية. وتحتوي أيونات القطع الناتجة على ما يسمى (y-ions & b-ions) وتمتلك كتل مختلفة اعتمادا على الكتلة المتبقية من الأحماض الأمينية ذات الصلة. وهكذا، يحتوي طيف الكتلة الترادفية على معلومات جزئية حول تسلسل الحمض الأميني للبتيد. يستخدم نهج علامة تسلسل الببتيد الذي طوره ماتياس ويليم وماتياس مان في مختبر البيولوجيا الجزيئية الأوروبي ، الذي يستخدم هذه المعلومات (المعلومات المتعلقة بعلامة تسلسل الببتيد) لتحديد الببتيد في قاعدة البيانات. باختصار، يتم استخلاص إثنين من الكتل من الطيف من أجل الحصول على علامة تسلسل الببتيد. وتعتبر علامة تسلسل الببتيد تعرفة فريدة ومميزة لكل ببتيد ويمكن إستخدامها للعثور عليه في قاعدة بيانات تحتوي على جميع الببتيدات الممكنة.

## رموز قطع الببتيد

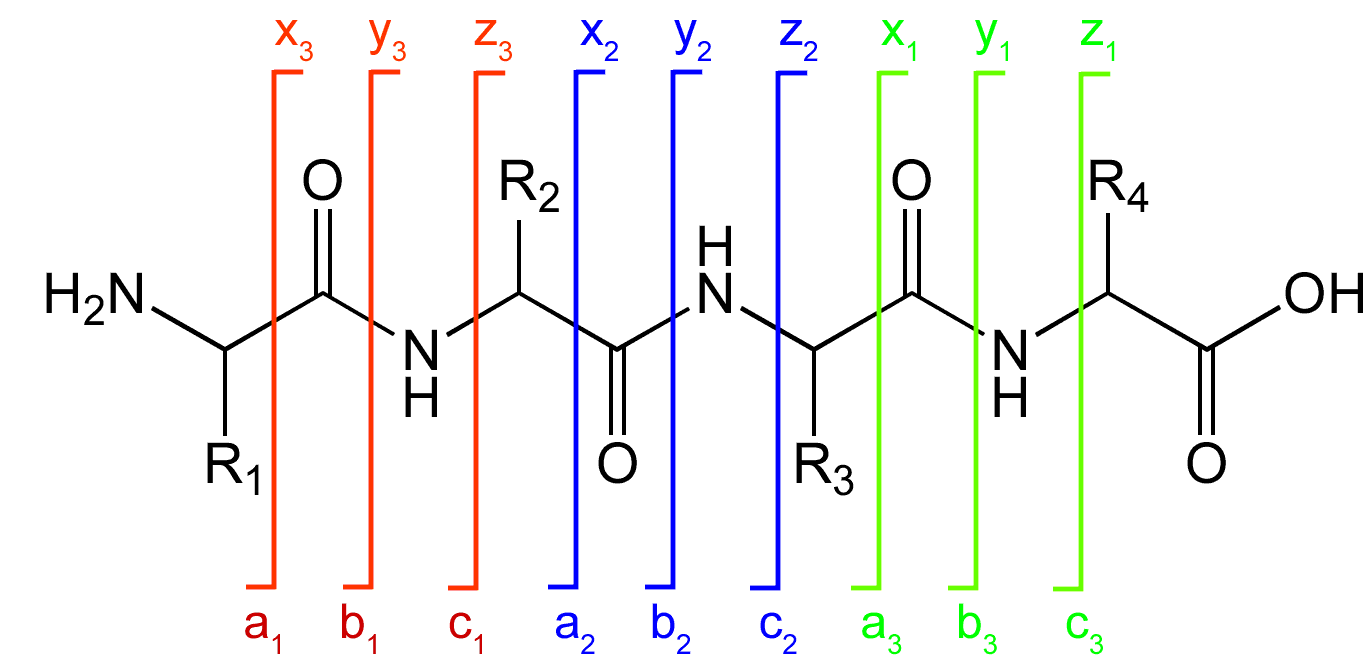
رمز تجزئة الببتيد باستخدام مخطط Roepstorff and Fohlman (1984.

و قد تم تطوير الرموز التي تشير إلى قطع الببتيد الناشئة من طيف الكتلة الترادفية. يشار إلى أيونات الببتيد بواسطة (a,b,c) إذا بقيت الشحنة على N-terminus وبواسطة (x,y,z) عند الحفاظ على الشحنة على C-terminus. ويشير المخطط إلى عدد الأحماض الأمينية المتبقية في كل جزء. وتشير الرموز العلوية إلى عدد البروتونات أو الهيدروجينات المضافة إلى الجزء لشكيل الأيون الملاحظ. على سبيل المثال، يشير y'' إلى أيون مشحون بشحنة فردية مماثل للببتيد البروتوني، بينما 2+(y''') إلى أيون مشحون بشحنة مضاعفة مماثل للببتيد البوتوني المزدوج. 

## روابط إضافية
- PeptideSearch Program
- SPIDER: Sequence Tag Based Search Tool
- Peptide sequence tag tutorial